# Каркавино
Карка́вино — село в Косихинском районе Алтайского края, Россия. Административный центр Каркавинского сельсовета.

## География
Село находится на реке Чудотвориха, левом притоке реки Лосиха.
Расстояние до
- районного центра Косиха 18 км;
- краевого центра Барнаул 68 км.

Ближайшие населённые пункты
Сохарево 5 км, Лучевое 7 км, Плотниково 9 км, Новозырянка 10 км, Лосиха 12 км, Индейка 14 км, Филатово 14 км, Верх-Бобровка 16 км, Полковниково 16 км, Налобиха 19 км, Верх-Жилино 20 км.
Климат
Климат резко континентальный. Континентальность климата проявляется и в том, что основная часть осадков, примерно половина годового количества, выпадает в течение летних месяцев с июня по август. Средняя температура января минус 20 ˚ С, июля — +21 ˚ С. Абсолютный температурный максимум — +38 ˚ С, абсолютный минимум — минус 52 ˚С. Преобладание в Косихинском районе малооблачной антициклональной погоды обуславливает низкие температуры зимой и достаточно высокие летом. Годовое количество атмосферных осадков — 350—400 мм. Преобладающее направление ветра в течение года — юго-западное с переходом на северо-западное.

## История
В «Списке населённых мест Томской губернии за 1859 год» в Барнаульском округе Томской губернии значится деревня заводского ведомства Каркавина «при речке Чудотворихе». Рядом с деревней проходил почтовый тракт Барнаул — Кузнецк. В деревне проживали 263 человека.
В перепись 1928 года в «Списке населённых мест Сибирского края» числится село Каркавино, дата основания 1726, в селе 361 хозяйство и 1780 жителей, есть сельсовет, школа 1 ступени, лавка

## Население
| 1997 | 1998 | 1999 | 2000 | 2001 | 2002 | 2003 |
| ---- | ---- | ---- | ---- | ---- | ---- | ---- |
| 585  | ↘554 | ↘542 | ↗543 | ↘525 | ↘515 | ↗528 |
| 2004 | 2005 | 2006 | 2007 | 2008 | 2009 | 2010 |
| ↘513 | ↘501 | ↘486 | ↘463 | ↘462 | ↘436 | ↗450 |
| 2011 | 2012 | 2013 |      |      |      |      |
| ↘448 | ↘436 | ↘424 |      |      |      |      |

## Инфраструктура
Имеются КФК, есть школа, детский сад, клуб, библиотека, 4 магазина, почта и ФАП.